# Chüebodenhorn
Il Chüebodenhorn (3.070 m s.l.m.) è la seconda cima in ordine di altezza del "Gruppo del Rotondo", sito nelle Alpi Lepontine.

## Descrizione
La vetta si trova sul crinale che divide il Canton Ticino dal Vallese.